# 東風谷早苗
東風谷 早苗（こちや さなえ）は、同人サークルである上海アリス幻樂団によって制作された作品群「東方Project」に登場する架空の人物。初出は『東方風神録　〜 Mountain of Faith.』の5面ボスキャラクター。

## 作中の設定

### 人物像
「守矢神社」の巫女を務める、現人神で人間の少女。モデルは諏訪大社の第78代神長官、守矢早苗。薄れた信仰を獲得すべく、外の世界から幻想郷に移住した。幻想郷では珍しい、外の世界からの移住者でもある。元々真面目で素直な性格の持ち主だが、外の世界の基準からかけ離れている幻想郷に徐々に染まっている。『東方地霊殿 〜 Subterranean Animism.』での「幻想郷では常識に囚われてはいけない」と確信した発言や、少し間の抜けたところがありながらも自分の思ったままに進む要素の他、前向きさを見せている。早苗の感性は現代人のそれに近く、現代の観点で内部から幻想郷を観察する立場となっている。
早苗の家系は土着の神の末裔で、風祝（かざはふり）という神職を務め、代々一子相伝の秘術を継承している。「奇跡を起こす程度の能力」を持ち、呪文の詠唱に時間を掛けた分の奇跡を起こすことができる。同居している神の一柱である洩矢諏訪子（もりや すわこ）は、早苗から見ると、遠い先祖に当たるといわれている。ただし、幻想郷の歴史をまとめる稗田阿求は、早苗自身が信仰されている様子を見たことがないと述べている。このことから、早苗の神としての力は弱いと断じている。
奇跡を起こせることに早苗自身は時に過剰なまでの自信を持ち、神社への信仰が失われつつあった外の世界にいた頃から、自身のような能力が珍しくない幻想郷に強い関心を寄せていた。外の世界での信仰に見切りをつけた八坂神奈子（やさか かなこ）の決断で、3人は神社と辺の湖ごと幻想郷に引っ越す。幻想郷にて神奈子共々叩きのめされて以降、神社は妖怪の山に住む妖怪たちの信仰を集めることで存続している。そこで普段の早苗は神奈子と共に、信仰を集めるべく布教活動を行っている。早苗の布教活動は、人間からの信仰を得るための山の麓の人里への布教や、神奈子から諭された妖怪退治などがある。そのため、早苗は博麗霊夢の商売敵としての一面を持つ。守矢神社は山中に所在し、人里と距離があるため、博麗神社よりも人間への布教が難しい。そこで神奈子が自身の能力を用いて、山中にロープウェイを設置するなど、守矢神社では伝統ではなく技術革新で対応する一面を持つ。
守矢神社は元々祟り神の頭領である諏訪子の拠点だったが、ある時神奈子の軍勢に攻め込まれ降伏した。しかし、神奈子が信仰を集めようとも、人々の祟り神への恐怖心とその裏返しである信仰は厚かった。そこで外向けには神奈子が神社を取り仕切り、内実は諏訪子がまとめる形で守矢神社は運営されている。また、神霊で姿形が明確な神奈子と異なり、八百万の神、土着の神である諏訪子は、完全に人間の信仰によって成り立つ。そのため、諏訪子は信仰が失われると存在が消滅する。ただし、布教活動はあくまで神奈子と早苗で行っており、諏訪子は参加しない。

### 風貌
緑のロングヘアに巫女服をまとう。また。ヘビとカエルの髪飾りが特徴として挙げられる。ヘビとカエルは守矢神社の2柱の象徴であり、それぞれの神と早苗の仲睦まじさを示している。

### 代表的なスペルカード
- 開海「モーゼの奇跡」[14]
- 奇跡「白昼の客星」[14]
- 奇跡「ミラクルフルーツ」[15]
- 大奇跡「八坂の神風」[15]
- 秘術「グレイソーマタージ」[1]
- 蛙符「手管の蝦蟇」[1]

## ゲームにおける性能
早苗は『東方星蓮船 〜 Undefined Fantastic Object.』や『東方紺珠伝 〜 Legacy of Lunatic Kingdom.』、『東方虹龍洞 〜 Unconnected Marketeers.』で自機として登場する。その場合、以下のような性能を持つ。
- 神霊廟を除き、八坂神奈子・洩矢諏訪子の力を借りて攻撃する。
- 神奈子のショットは正面に蛇を飛ばす。火力は低めであるが、蛇は敵とY座標が合うと直角にホーミングし、敵の正面を取らなくてもダメージを与えることができる。紺珠伝以降はこれが低速ショットに割り振られている。
- 諏訪子のショットは蛙を広範囲に飛ばす。蛙の威力は高く、道中でザコ敵を殲滅するのに適している。紺珠伝以降はこれが高速ショットに割り振られている。
- ボム(スペルカード)は、星蓮船のB装備・紺珠伝・虹龍洞では諏訪子の『手管の蝦蟇』である。蛙を爆発させて画面全体を攻撃させるボムであり、いずれの作品でも作品内で最も威力の高いボムである。

## 創作経緯
作者のZUNは霊夢と霧雨魔理沙の要素を持ちながら、独自の要素を持つキャラクターと称している。『風神録』制作時から、霊夢のライバルキャラクターであることを意識して制作された。ZUNは想像していたよりも動かしやすいキャラクターと述べている。
守矢神社の2柱の関係は、カエルとヘビの組み合わせで物語を作りたかったと述べている。また、タケミナカタの伝承から「幻想郷であればどうなるか」を考えた結果、現在の2柱の関係に落ち着いたと説明している。

## テーマ曲
- 信仰は儚き人間の為に（東方風神録　〜 Mountain of Faith.）
- 少女が見た日本の原風景（東方風神録　〜 Mountain of Faith.）
- ラストリモート（東方地霊殿 〜 Subterranean Animism.）

## 評価

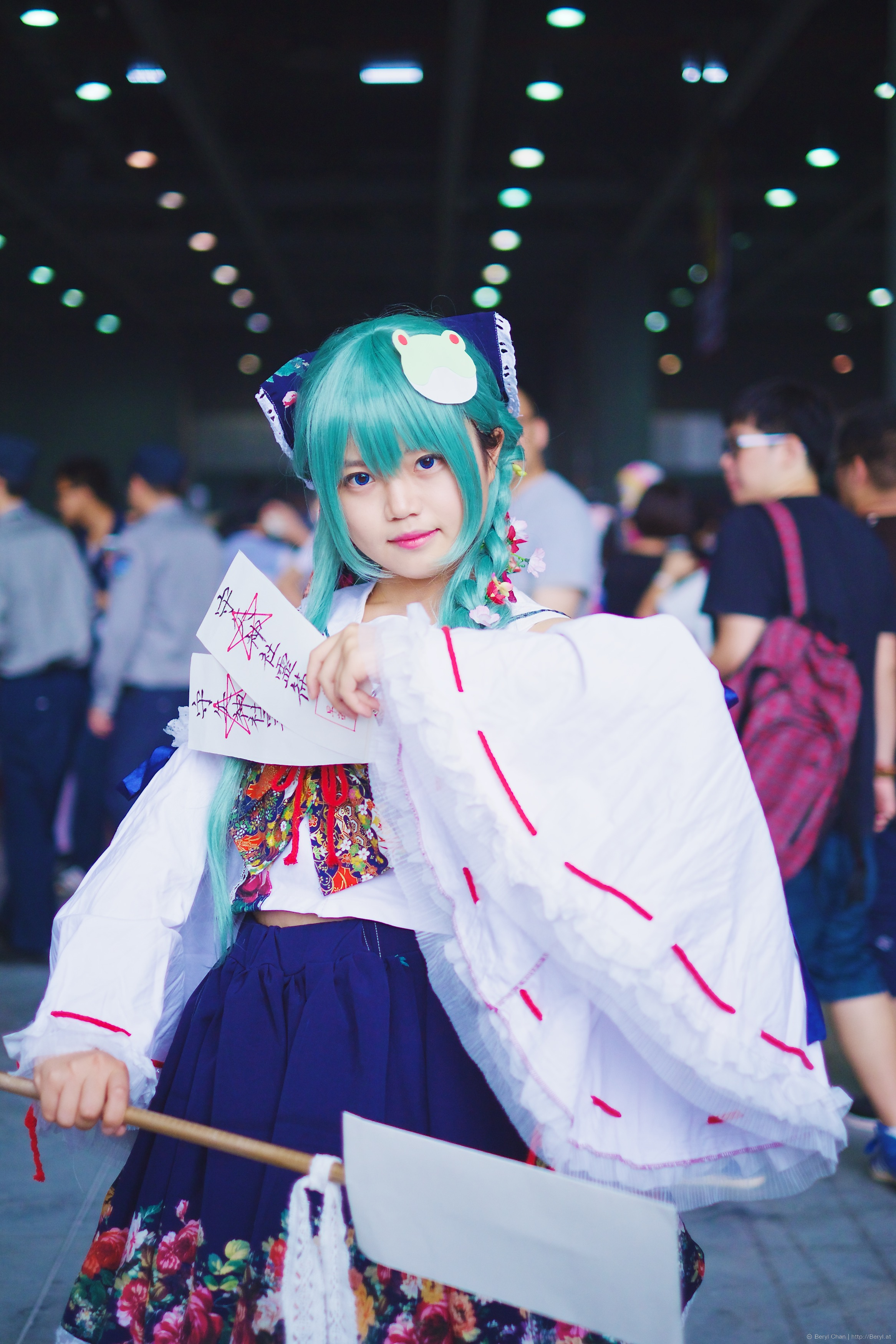
東風谷早苗のコスプレをする海外のコスプレイヤー

コミックマーケット100に際して行われた、好きなキャラクター3名に投票可能な人気投票で、早苗は西行寺幽々子を含む5名と並び27位となった。イードの運営するサイト『アニメ！アニメ！』での読者アンケートにて、早苗は風に関係するキャラクターとして15位、巫女・神主のキャラクターとして19位となっている。なお、東方Projectのキャラクターでは風に関係するキャラクターにて射命丸文が5位となっている。

## 展開
ブシロードが展開しているトレーディングカードゲーム「ChaosTCG」にて、2014年に早苗のカードは「東方混沌府」と呼ばれるデッキに組み込まれる形で流行した。後にこのカードは使用制限が掛けられるようになった。『ai sp@ce』では霊夢（2010年3月14日実装）、魔理沙（同年3月23日実装）に続いて、4月7日以降早苗のコスプレ衣装およびシナリオが追加された。また、2020年に同人サークル「AQUASTYLE」から過去作『みらくる超パーティー -早苗と天子の幻想迷宮-』のリメイクとして、早苗と比那名居天子が主人公の『不思議の幻想郷-ロータスラビリンスR-』が発売された。また、公認二次創作の『東方電幻景』では、霊夢、魔理沙、魂魄妖夢と共に自機として実装された。

## 声優
今井麻美
- ドラマCD『想い風〜the ties between and wind〜』
- ドラマCD『夏草の宴』
- ドラマCD『東風谷早苗のDOKIDOKIディスク』
- ドラマCD『早苗と天子のダブルDOKIDOKIディスク』
- ドラマCD『唄う星〜The earth that the pupil watches〜』
- ドラマCD『あいの風〜想い風 SeriesSound〜』
- ドラマCD『東風谷早苗のドキドキご奉仕ディスク』

藤田咲
- ドラマCD『幻想郷ミソギバライ』

米澤円
- OVA『東方奇闘劇3』

羽高なる
- ゲーム『早苗といっしょにトレーニング』

名塚佳織
- ゲーム『舞華蒼魔鏡』

堀江由衣
- ゲーム『東方キャノンボール』

伊藤かな恵
- ゲーム『東方スペルバブル』
- ゲーム『東方電幻景』
- ゲーム『東方スカーレットディアブロ』

上坂すみれ
- ゲーム『東方LostWord』

東山奈央
- OVA『秘封活動記録』

引坂理絵
- ゲーム『東方LostWord』

明坂聡美
- ゲーム『東方ダンマクカグラ』

上田麗奈
- ゲーム『東方幻想エクリプス』
- ゲーム『ゴシックは魔法乙女〜さっさと契約しなさい!〜』

大橋彩香
- ゲーム『東方スペルカーニバル』

小鹿なお
- ゲーム『東方LostWord』